# Lijst van burggraven in de adelstand van het Verenigd Koninkrijk en Ierland

Heraldische voorstelling van deen Britse Burggravenkroon

Deze lijst bevat de huidige burggraafschappen en hun burggraven van het Verenigd Koninkrijk en Ierland.

## Burggraven in de adelstand van Engeland
1. De Burggraaf van Hereford
  - Robin Devereux, 19de Burggraaf van Hereford

## Burggraven in de adelstand van Schotland
1. De Burggraaf van Falkland
  - Lucius Cary, 15de Burggraaf van Falkland
2. De Burggraaf van Arbuthnott
  - Keith Arbuthnott, 17de Burggraaf van Arbuthnott
3. De Burggraaf van Oxfuird
  - Ian Makgill, 14de Burggraaf van Oxfuird

## Burggraven in de adelstand van Groot-Brittannië
1. De Burggraaf van Bolingbroke en St John
  - Nicholas St John, 9de Burggraaf van Bolingbroke en St John
2. De Burggraaf van Cobham 
  - Christopher Charles Lyttelton, 12de Burggraaf van Cobham
3. De Burggraaf van Falmouth 
  - George Boscawen, 9de Burggraaf van Falmouth
4. De Burggraaf van Torrington 
  - Timothy Byng, 11de Burggraaf van Torrington
5. De Burggraaf van Hood 
  - Henry Hood, 8ste Burggraaf van Hood

## Burggraven in de adelstand van Ierland
1. De Burggraaf van Gormanston 
  - Jenico Preston, 17de Burggraaf van Gormanston
2. De Burggraaf van Mountgarret 
  - Piers Butler, 18de Burggraaf van Mountgarret
3. De Burggraaf van Valentia 
  - Francis Annesley, 16de Burggraaf van Valentia
4. De Burggraaf van Dillon 
  - Henry Dillon, 22ste Burggraaf van Dillon
5. De Burggraaf van  Massereene en Ferrard
  - John Skeffington, 14de Burggraaf van  Massereene en Ferrard
6. De Burggraaf van  Charlemont 
  - John Caulfeild, 15de Burggraaf van  Charlemont
7. De Burggraaf van Downe 
  - Richard Dawnay, 12de Burggraaf van Downe
8. De Burggraaf van Molesworth 
  - Robert Molesworth, 12de Burggraaf van Molesworth
9. De Burggraaf van Chetwynd 
  - Adam Chetwynd, 10de Burggraaf van Chetwynd
10. De Burggraaf van Midleton 
  - Alan Brodrick, 12de Burggraaf van Midleton
11. De Burggraaf van Boyne 
  - Gustavus Hamilton-Russell, 11de Burggraaf van Boyne
12. De Burggraaf van Gage 
  - Nicholas Gage, 8ste Burggraaf van Gage
13. De Burggraaf van Galway 
  - George Monckton, 12de Burggraaf van Galway
14. De Burggraaf van Powerscourt 
  - Mervyn Wingfield, 10de Burggraaf van Powerscourt
15. De Burggraaf van Ashbrook 
  - Michael Flower, 11de Burggraaf van Ashbrook
16. De Burggraaf van Southwell 
  - Pyers Southwell, 7de Burggraaf van Southwell
17. De Burggraaf van de Vesci 
  - Thomas Vesey, 7de Burggraaf van de Vesci
18. De Burggraaf van Lifford 
  - Edward Hewitt, 8ste Burggraaf van Lifford
19. De Burggraaf van Bangor 
  - William Ward, 8ste Burggraaf van Bangor
20. De Burggraaf van Doneraile 
  - Richard St Leger, 10de Burggraaf van Doneraile
21. De Burggraaf van Harberton 
  - Henry Pomeroy, 11de Burggraaf van Harberton
22. De Burggraaf van Hawarden 
  - Robert Maude, 9de Burggraaf van Hawarden
23. De Burggraaf van Monck 
  - Charles Monck, 7de Burggraaf van Monck
24. De Burggraaf van Gort 
  - Foley Vereker, 9de Burggraaf van Gort

## Burggraven in de adelstand van het Verenigd Koninkrijk
1. De Burggraaf van St Vincent 
  - Edward Jervis, 8ste Burggraaf van St Vincent
2. De Burggraaf van Melville 
  - Robert Dundas, 10de Burggraaf van Melville
3. De Burggraaf van Sidmouth 
  - Jeremy Addington, 8ste Burggraaf van Sidmouth

De Burggraaf van Gort (Ierland)
4. De Burggraaf van Exmouth 
  - Paul Pellew, 10de Burggraaf van Exmouth
5. De Burggraaf van Combermere 
  - Thomas Stapleton-Cotton, 6de Burggraaf van Combermere
6. De Burggraaf van Hill 
  - David Clegg-Hill, Burggraaf van Hill
7. De Burggraaf van Hardinge 
  - Andrew Hardinge, 7de Burggraaf van Hardinge
8. De Burggraaf van Gough 
  - Shane Gough, 5de Burggraaf van Gough
9. De Burggraaf van Bridport 
  - Alexander Nelson Hood, 4de Burggraaf van Bridport
10. De Burggraaf van Portman 
  - Christopher Portman, 10de Burggraaf van Portman
11. De Burggraaf van Hampden 
  - Francis Brand, 7de Burggraaf van Hampden
12. De Burggraaf van Hambleden 
  - Henry Smith, 5de Burggraaf van Hambleden
13. De Burggraaf van Knutsford 
  - Michael Holland-Hibbert, 6de Burggraaf van Knutsford
14. De Burggraaf van Esher 
  - Christopher Brett, 5de Burggraaf van Esher
15. De Burggraaf van Goschen 
  - Giles Goschen, 4de Burggraaf van Goschen
16. De Burggraaf van Ridley 
  - Matt Ridley|Matthew Ridley, 5de Burggraaf van Ridley
17. De Burggraaf van Colville of Culross 
  - Charles Mark Townshend Colville, 5de Burggraaf van Colville of Culross
18. De Burggraaf van Churchill 
  - Victor Spencer, 3de Burggraaf van Churchill
19. De Burggraaf van Selby 
  - Christopher Gully, 6de Burggraaf van Selby
20. De Burggraaf van Knollys 
  - David Knollys, 3de Burggraaf van Knollys
21. De Burggraaf van Allendale 
  - Wentworth Beaumont, 4de Burggraaf van Allendale
22. De Burggraaf van Chilston 
  - Alastair Akers-Douglas, 4de Burggraaf van Chilston
23. De Burggraaf van Scarsdale 
  - Peter Curzon, 4de Burggraaf van Scarsdale
24. De Burggraaf van Mersey 
  - Edward Bigham, 5de Burggraaf van Mersey
25. De Burggraaf van Cowdray 
  - Michael Pearson, 4de Burggraaf van Cowdray
26. De Burggraaf van Devonport 
  - Terence Kearley, 3de Burggraaf van Devonport
27. De Burggraaf van Astor 
  - William Astor, 4de Burggraaf van Astor
28. De Burggraaf van Wimborne 
  - Ivor Mervyn Vigors Guest, 4de Burggraaf van Wimborne
29. De Burggraaf van St Davids
  - Rhodri Philipps, 4de Burggraaf van St Davids
30. De Burggraaf van Rothermere 
  - Jonathan Harmsworth, 4de Burggraaf van Rothermere
31. De Burggraaf van Allenby 
  - Michael Allenby, 3de Burggraaf van Allenby
32. De Burggraaf van Chelmsford 
  - Frederic Thesiger, 4de Burggraaf van Chelmsford
33. De Burggraaf van Long 
  - Richard Long, 4de Burggraaf van Long
34. De Burggraaf van Ullswater 
  - Nicholas Lowther, 2de Burggraaf van Ullswater
35. De Burggraaf van Younger of Leckie 
  - James Younger, 5de Burggraaf van Younger of Leckie
36. De Burggraaf van Bearsted 
  - Nicholas Samuel, 5de Burggraaf van Bearsted
37. De Burggraaf van Craigavon 
  - James Craig, 3de Burggraaf van Craigavon
38. De Burggraaf van Bridgeman 
  - Robin Bridgeman, 3de Burggraaf van Bridgeman
39. De Burggraaf van Hailsham 
  - Douglas Hogg, 3de Burggraaf van Hailsham
40. De Burggraaf van Brentford 
  - Crispin Joynson-Hicks, 4de Burggraaf van Brentford
41. De Burggraaf van Buckmaster 
  - Adrian Buckmaster, 4de Burggraaf van Buckmaster
42. De Burggraaf van Bledisloe 
  - Rupert Bathurst, 4de Burggraaf van Bledisloe
43. De Burggraaf van Hanworth 
  - David Pollock, 3de Burggraaf van Hanworth
44. De Burggraaf van Trenchard 
  - Hugh Trenchard, 3de Burggraaf van Trenchard
45. De Burggraaf van Samuel 
  - David Samuel, 3de Burggraaf van Samuel
46. De Burggraaf van Runciman of Doxford 
  - Garry Runciman, 3de Burggraaf van Runciman of Doxford
47. De Burggraaf van Davidson 
  - Malcolm Davidson, 3de Burggraaf van Davidson
48. De Burggraaf van Weir 
  - William Weir, 3de Burggraaf van Weir
49. De Burggraaf van Caldecote 
  - Piers Inskip, 3de Burggraaf van Caldecote
50. De Burggraaf van Simon 
  - David Simon, 3de Burggraaf van Simon
51. De Burggraaf van Camrose 
  - Adrian Berry, 4de Burggraaf van Camrose
52. De Burggraaf van Stansgate
  - Momenteel afgewezen door  Rt. Hon. Tony Benn
53. De Burggraaf van Margesson 
  - Francis Margesson, 2de Burggraaf van Margesson
54. De Burggraaf van Daventry 
  - James FitzRoy Newdegate
55. De Burggraaf van Addison 
  - William Addison, 4de Burggraaf van Addison
56. De Burggraaf van Kemsley 
  - Richard Berry, 3de Burggraaf van Kemsley
57. De Burggraaf van Marchwood
  - David Penny, 3de Burggraaf van Marchwood
58. De Burggraaf van Alanbrooke 
  - Alan Brooke, 3rde Burggraaf van Alanbrooke
59. De Burggraaf van Montgomery of Alamein
  - David Montgomery, 2de Burggraaf van Montgomery of Alamein
60. De Burggraaf van Waverley 
  - John Anderson, 3de Burggraaf van Waverley
61. De Burggraaf van Thurso 
  - John Sinclair, 3de Burggraaf van Thurso
62. De Burggraaf van Brookeborough 
  - Alan Brooke, 3de Burggraaf van Brookeborough
63. De Burggraaf van Norwich 
  - John Julius Norwich, 2de Burggraaf van Norwich
64. De Burggraaf van Leathers 
  - Christopher Leathers, 3de Burggraaf van Leathers
65. De Burggraaf van Soulbury 
  - Oliver Ramsbotham, 4de Burggraaf van Soulbury
66. De Burggraaf van Chandos 
  - Thomas Lyttelton, 3de Burggraaf van Chandos
67. De Burggraaf van Malvern 
  - Ashley Huggins, 3de Burggraaf van Malvern
68. De Burggraaf van De L'Isle 
  - Philip Sidney, 2de Burggraaf van De L'Isle
69. De Burggraaf van Monckton of Brenchley 
  - Christopher Monckton, 3de Burggraaf van Monckton of Brenchley
70. De Burggraaf van Tenby 
  - William Lloyd George, 3de Burggraaf van Tenby
71. De Burggraaf van Mackintosh of Halifax 
  - John Mackintosh, 3de Burggraaf van Mackintosh of Halifax
72. De Burggraaf van Dunrossil 
  - Andrew Morrison, 3de Burggraaf van Dunrossil
73. De Burggraaf van Stuart of Findhorn 
  - James Stuart, 3de Burggraaf van Stuart of Findhorn
74. De Burggraaf van Rochdale 
  - St John Kemp, 2de Burggraaf van Rochdale
75. De Burggraaf van Slim 
  - John Slim, 2de Burggraaf van Slim
76. De Burggraaf van Head 
  - Richard Head, 2de Burggraaf van Head
77. De Burggraaf van Boyd of Merton 
  - Simon Lennox-Boyd, 2de Burggraaf van Boyd of Merton
78. De Burggraaf van Mills 
  - Christopher Mills, 3de Burggraaf van Mills
79. De Burggraaf van Blakenham
  - Michael Hare, 2de Burggraaf van Blakenham
80. De Burggraaf van Eccles 
  - John Eccles, 2de Burggraaf van Eccles
81. De Burggraaf van Dilhorne 
  - John Manningham-Buller, 2de Burggraaf van Dilhorne